# Lac Brenet
Lac Brenet je jezero ve Švýcarsku. Nachází se ve vysoko položeném údolí Vallée de Joux v nadmořské výšce 1002 metrů v pohoří Vaudský Jura.

## Geografie

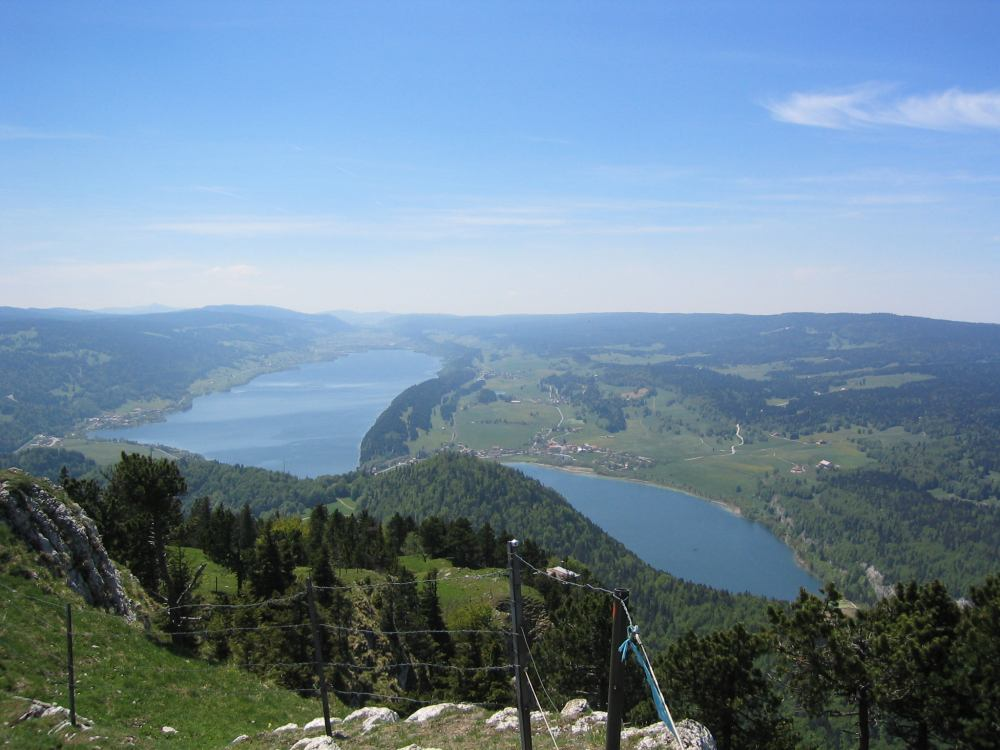
Vallée de Joux, Lac Brenet vpravo dole

Průměrná nadmořská výška hladiny je 1002 m n. m., což je o 2 metry méně než u jezera Lac de Joux, od kterého je Lac Brenet odděleno pouze 200 metrů širokým pozemním mostem. Jezero je dlouhé 1,5 kilometru, široké přibližně 500 metrů a jeho maximální hloubka je 18 metrů. Na severozápadě je jezero Lac Brenet ohraničeno zalesněnými výšinami jurského masivu Risoux a na východě výšinami Les Agouillons a Dent de Vaulion. Severní a východní břehy jsou strmé a na jihozápadě se na okraji jezera nachází malá bažina.
Jezero nemá žádné větší povrchové přítoky, pouze přepad z jezera Lac de Joux. V minulosti voda odtékala podzemními infiltračními trychtýři na severozápadním břehu, například Cave à la Metsire, a systémem puklin mezi skalami se dostávala do Source de l’Orbe. Tyto trychtýře však byly utěsněny cementem. Dnes slouží jezero Lac Brenet jako zásobárna vody pro vodní elektrárnu Vallorbe a voda je vedena tunelem pod Mont d’Orzeires a tlakovým potrubím do elektrárny.
Jedinou vesnicí v blízkosti břehu jezera je Les Charbonnières, která patří k politické obci Le Lieu. Podél východního břehu jezera vede železniční trať, která spojuje Vallorbe s Le Brassus.

## Využití
Na rozdíl od jezera Lac de Joux není jezero Lac Brenet v zimě přístupné. Kvůli proudům zamrzá jen částečně, zatímco Lac de Joux bývá často zcela zamrzlé a je možné ho přejít.
Horské jezero s malebným okolím a pozoruhodným masivem Dent de Vaulion v pozadí je oblíbeným turistickým cílem v oblasti Jury.